# La Crosse (Wisconsin)
La Crosse è una città degli Stati Uniti d'America capoluogo della contea omonima, nello stato del Wisconsin. Sede episcopale cattolica della diocesi di La Crosse, in essa si trova la cattedrale neogotica di San Giuseppe Operaio.
Sita sulla riva orientale del Mississippi, si estende su una superficie di 57,4 km² e nel 2006 contava 50 266 abitanti (993,4 per km²).